# 宫乃莹
宫乃莹（1998年7月16日—），黑龙江尚志人，中国女子单板滑雪运动员，主攻平行回转和平行大回转，2017年亚洲冬季运动会女子大回转铜牌得主、2018年世界青年自由式滑雪和单板滑雪锦标赛女子平行大回转银牌得主。